# Piekenier

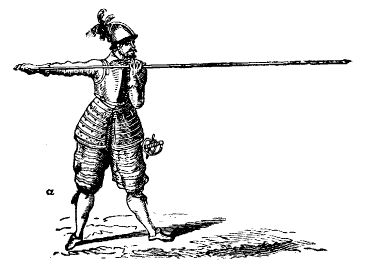
Piekenier

Een piekenier is een soldaat die vocht met een piek, een soort lange lans met een lengte van 3 tot soms 5 meter. 
De kracht van de piekeniers was dat zij in een hechte, dichte formatie vochten. Het dicht opeen staan zorgde voor een woud van pieken, in het Engels vaak 'pike square', en in het Duits 'Gevierthaufen' genoemd. Deze wordt in het Nederlands soms falanx genoemd, maar verschilde hiervan in aanzienlijke mate. Zo vochten de soldaten in de Griekse falanx met speren, en niet met pieken. Een Griekse falanx bestond uit aan aantal lange rijen, 8 tot 25 man diep. Een piekeniersvierkant bestond vaak uit 100 man, 10 rijen van 10 man.
Bekende piekeniers op het Europese slagveld waren Zwitserse soldaten, en later Duitse huursoldaten, de beroemde landsknechten. Ze werden gebruikt tegen de ridders te paard. Door de verdere ontwikkelingen in de oorlogvoering werd de piek weer een belangrijk wapen: Prins Maurits ontwierp voor het Staatse Leger een exercitie, waarbij hij teruggreep op de tactieken en de organisatie van de Macedoniërs, bijna 2000 jaar eerder.
Piekeniers vochten in de 17e en begin 18e eeuw in grote formaties, waarbij zij ondersteund werden door eenheden musketiers. Zij droegen vaak een half harnas (meestal alleen de eerste rijen) en een helm, verder waren zij bewapend met een degen. Later werden musketiers steeds belangrijker, terwijl de piekeniers vooral de vijandelijke cavalerie op afstand diende te houden. Aan het einde van de 17e eeuw werd vanuit Bayonne de bajonet ontwikkeld, waardoor elke musketier ook als piekenier kon optreden. De lans verdween aldus vanaf het einde van de 17e eeuw langzaamaan van het slagveld; alleen Rusland en Zweden behielden nog vrij lang de piek, vanwege het agressievere karakter van hun manier van oorlog voeren. In West-Europa was de piek na 1715 vrijwel overal verdwenen. Een enkele keer werd ze weer geïntroduceerd (onder meer in Pruisen halverwege de 18e eeuw, of in het Amerikaanse leger in 1812-1814), maar dit betrof vaak experimenten of improvisaties bij gebrek aan wapens.